# Абдуллоев, Хабибулло Одинаевич
Хабибулло Абдуллоев (Абдуллаев) (19 августа 1946, Вахдат — 14 мая 2020, Душанбе) — советский и таджикский физик, доктор физико-математических наук (1992), профессор (1996), член-корреспондент АН Таджикистана (2017).

## Биография
В 1968 году окончил Таджикский государственный университет имени В. И. Ленина по специальности «физик».
Работал там же (с 1992 г. Национальный университет Таджикистана) на кафедре теоретической физики: ассистент (1968—1972), доцент (1972—1994), профессор (1994—2020). С 1996 по 2011 год заведующий кафедрой.
Сфера научных интересов — нелинейные явления в магнитных системах, неупругое столкновение солитонов.
Диссертации:
- Теоретическое исследование и математическое моделирование некоторых нелинейных процессов в плазме : диссертация … кандидата физико-математических наук : 01.04.02. — Дубна, 1977. — 93 с. : ил.
- Теоретическое исследование и математическое моделирование нелинейных явлений в магнитных системах : диссертация … доктора физико-математических наук : 05.13.16. — Душанбе, 1992. — 215 с. : ил.

Доктор физико-математических наук (1992), профессор (1996), член-корреспондент АН Таджикистана (2017).
Автор (соавтор) более 250 научных публикаций.
Заслуженный деятель науки и техники Республики Таджикистан (2011). Лауреат премии имени С. Ю. Умарова (2014). Награждён медалью «За заслуги» (2006).
Сочинения:
- О взаимодействии плоских ленгмюровских солитонов [Текст] / Х. О. Абдуллоев, И. Л. Боголюбский, В. Г. Маханьков. — [Дубна] : [ОИЯИ], [1974]. — 17 с. : граф.; 21 см. — (Издания/ Объедин. ин-т ядерных исследований. Р9-7992. Лаб. вычислит. техники и автоматизации).
- Усулҳои физикаи математикӣ. — Душанбе: «Ирфон», 2008, 352 с. (учебник);
- Консепсияи табиатшиносии муосир. — Душанбе: «Собириён», 2010, 200 с. (учебник);
- Курси мухтасари муодилаҳои физикаи математикӣ. Душанбе: «Сино», 2007, 236 с. (учебник);
- Введение в теории солитонов. — Душанбе: «Сино», 1996, 148 с. (монография).
- Классические нелинейные модели в теории конденсированных сред / Х. О. Абдуллоев, А. В. Маханьков, Ф. Х. Хакимов; Отв. ред. Адхамов А. А.; Тадж. гос. ун-т им. В. И. Ленина. — Душанбе : Дониш, 1989. — 179 с. : ил.; 20 см.
- Д.Қ. Солиҳов., Ҳ.О. Абдуллоев., курси мухтасари назарияи функсияҳои тағйирёбандаи комплексӣ, Душанбе — 2006.
- Д.Қ. Солиҳов., Ҳ.О. Абдуллоев., курси мухтасари муодилаҳои физикаи математикӣ, Душанбе — 2007.
- Д.Қ. Солиҳов, Ҳ.О. Абдуллоев, Ф.Қ. Раҳимов «Усулҳои физикаи математикӣ», Душанбе — 2008.
- Д.Қ. Солиҳов, Ҳ.О. Абдуллоев, А. Абдурасулов, Ф.Қ. Раҳимов Консепсияи табиатшиносии муосир , Душанбе — 2010.
- Абдуллоев, Д.Қ. Солиҳов, Ф.Қ. Раҳимов Физикаи статистикӣ Душанбе-2014.
- Ҳ.О. Абдуллоев, Д.Қ. Солиҳов. Татбиқи назарияи функсияҳои тағирёбандаи комплексӣ дар ҳалли масъалаҳои физикаи назариявӣ. Душанбе — 2015.
- Ҳ.О. Абдуллоев, Д.Қ. Солиҳов, Ф.Қ. Раҳимӣ — Термодинамика. Душанбе-2016. 430 сах.
- Ҳ.О. Абдуллоев, ДҚ. Солиҳов, Ф.Қ. Раҳимӣ — Асосҳои математикии физикаи назариявӣ. Душанбе-2016. 276 сах.
- Ҳ.О. Абдуллоев, ДҚ. Солиҳов, Ф.Қ. Раҳимӣ — Термодинамика. Душанбе-2016. 430 сах.